# 屏山村
屏山村是安徽省南部黟县宏村镇的一个村，舒姓家族自唐朝末年在此聚族而居。位于黟县县城东北约4公里。临吉阳溪。
屏山村保存有明清民居200余幢,于2007年5月31日公布为第三批中国历史文化名村。该村拥有以下文物保护单位：
- 屏山舒氏祠堂，明、清，全国重点文物保护单位，编号8-0307-3-110	，包括前面的清代舒光裕堂和后面的明代舒庆余堂。
- 舒庆余堂，安徽省文物保护单位，（编号3-20）（已并入屏山舒氏祠堂）
- 屏山村古建筑群，安徽省文物保护单位，（编号5-61）包括御前侍卫贴墙牌坊、三姑庙、舒绣文故居、玉兰庭、葫芦井、小绣楼等。